# Hillingen
Hillingen är en sjö i Sala kommun i Västmanland och ingår i Norrströms huvudavrinningsområde. Sjön är 3 meter djup, har en yta på 0,16 kvadratkilometer och är belägen 65,3 meter över havet. Sjön avvattnas av Hillingbäcken.

## Delavrinningsområde
Hillingen ingår i det delavrinningsområde (665516-154876) som SMHI kallar för Mynnar i Sagån. Medelhöjden är 64 meter över havet och ytan är 11,42 kvadratkilometer. Det finns inga avrinningsområden uppströms utan avrinningsområdet är högsta punkten. Hillingbäcken avvattnar avrinningsområdet och vattnet fortsätter därefter via Sagån ner till Mälaren och når havet via Norrström efter 150 kilometer. Avrinningsområdet består mestadels av skog (73 procent) och jordbruk (18 procent). Avrinningsområdet har 0,16 kvadratkilometer vattenytor vilket ger det en sjöprocent på 1,4 procent.